# Ceropsilopa magnifacies
Ceropsilopa magnifacies är en tvåvingeart som beskrevs av Giordani Soika 1956. Ceropsilopa magnifacies ingår i släktet Ceropsilopa och familjen vattenflugor.
Artens utbredningsområde är Kongo. Inga underarter finns listade i Catalogue of Life.